# ماري تايلر بيبودي مان
ماري تايلر بيبودي مان (بالإنجليزية: Mary Tyler Peabody Mann)‏ هي كاتِبة أمريكية، ولدت في 16 نوفمبر 1806 في كامبريدج في الولايات المتحدة، وتوفيت في 11 فبراير 1887 في Jamaica Plain ‏ في الولايات المتحدة.